# MÁV-Baureihe ABbmot
Die MÁV-Baureihe ABbmot waren dieselmechanische Triebwagen der ungarischen Staatsbahn Magyar Államvasutak (MÁV) für den Schnell- und Eilzugverkehr auf nicht elektrifizierten Haupt- und Nebenstrecken. Sie wurden auch bei der privaten GySEV eingesetzt. 
Die Fahrzeuge besitzen die Antriebsanlage und technische Ausstattung der MÁV-Bauart Hargita, die seit 1954 in verschiedenen osteuropäischen Staaten eingesetzt wurde.

## Geschichte
Die Triebwagen wurden ab 1955 für den Einsatz als Schnell- und Eilzüge im Flügelzugverkehr genutzt. 
Von ihnen und den nachfolgend in den Jahren 1957–1958 gebauten Fahrzeugen der MÁV-Baureihe Bbmot wurden insgesamt 18 Fahrzeuge für die MÁV und zwei für die österreichisch-ungarische Privatbahn GySEV hergestellt. Diese erhielt später sechs weitere Fahrzeuge dieser Type von der MÁV. Eine Domäne dieser Triebwagen bei der GySEV war die Beförderung der Personenzüge und des ÖBB-Kurswagens Wien–Oberpullendorf im österreichischen Abschnitt Ebenfurth–Sopron.
Der letzte Triebwagen stand bis 1988 im Betrieb. Der ABbmot 610 ist fahrfähig erhalten geblieben.

## Abmot in der Tschechoslowakei
1955–1956 kaufte die Tschechoslowakische Staatsbahn ČSD insgesamt 20 Fahrzeuge und setzte sie im Städteschnellverkehr ein. Sie waren allerdings aufwändiger zu warten als die leistungsschwächeren, dieselelektrischen M 262.0.

## Technische Merkmale
Die diesel-mechanisch angetriebenen Fahrzeuge hatten ein elektropneumatisch geschaltetes Fünfgang-Getriebe und wurden von einem Zwölfzylinder-V-Motor der Bauart Ganz-Jendrassik XII Jv 170/250 mit einer Leistung von 331 kW (450 PS) bei 1150/min angetrieben. 
Um die Achslast nicht über 15 t steigen zu lassen, wurde das Antriebsgestell dreiachsig ausgeführt und trug die komplette Antriebseinheit. Dadurch war eine Ausführung mit außermittig gelagertem Drehzapfen notwendig. Die Last des Motors wurde von der antriebslosen Achse aufgenommen. Der Massenausgleich war jedoch nicht exakt.
Mit der Vielfachsteuerung konnte lediglich im Verband das Anfahren und die Schaltung der einzelnen Geschwindigkeitsstufen ferngesteuert werden. Für Anlassen und Abstellen der Maschinenanlage sowie die Überwachung musste ein Maschinist die gesteuerten Triebwagen besetzen.
Die Triebwagen ABbmot führten anfänglich die 1. und 2. Wagenklasse, die späteren Bbmot jedoch nur die 2. Wagenklasse und jeweils neben dem Fahrgastraum mit Großraumabteil einen Gepäckraum. An beiden Stirnseiten befand sich je ein Führerstand. Von beiden Einstiegsräumen aus war der Zugang zu je einem Abort möglich. Sie besaßen eine Übergangsmöglichkeit vom Führerstand zu den Beiwagen.